# Лукьяненко, Дмитрий Сергеевич
Дми́трий Серге́евич Лукья́ненко (род. 1 мая 1981 года, Запорожье, Украина) — российский кикбоксер-любитель из Рыбинска.
Первый спортсмен, выполнивший норматив Мастер спорта России по кикбоксингу в Ярославской области.

## Титулы
- 2002 — выиграл Кубок России / лоу-кик (Челябинск)[1]
- 2002 — серебряный призёр в командном первенстве чемпионата Мира / лоу-кик (Греция, о. Кос)[2]
- 2003 — 2-кратный бронзовый призёр, Чемпион Европы интерконтинентальный в весовой категории до 56,5 кг (тайбокс) / лоу-кик (Венгрия, Будапешт)[3][4][5]
- 2004 — дважды призёр чемпионата Мира / лоу-кик (Бельгия, Антверпен)
- 2004 — Чемпион всероссийского турнира по кикбоксингу / лоу-кик (Невинномысск)